# Resonanslåda
En resonanslåda eller klanglåda är ett ihåligt utrymme som förstärker ljud genom resonans. Hittas vanligen på musikinstrument. Resonanslådans form är bidragande till hur olika ljudfrekvenser förstärks, men också material och tillverkningsmetoder är bidragande. Resonanslådan i gitarren gör så att tonen förstärks vilket betyder att amplituden på ljudvågor blir högre. 